# 조선 잡기
《조선 잡기》는 갑신정변 이후에 조선의 삶과 모습에 관하여 혼마 규스케기 쓴 책이다. 이 책의 용도는 일본인들이 조선을 방문할 때 조선에 대한 기본적인 지식을 제공하기 위해 사용되었다.
혼마 규스케는 1893년에 처음으로 조선에 방문하였다. 조선의 방방곡곡을 행상을 하면서 여행을 한 뒤에 일본에 돌아가서 1894년 4월 17일부터 같은 해 6월 16일까지 이륙신보에 조선 여행담을 연재하였다.